# Eric Theret

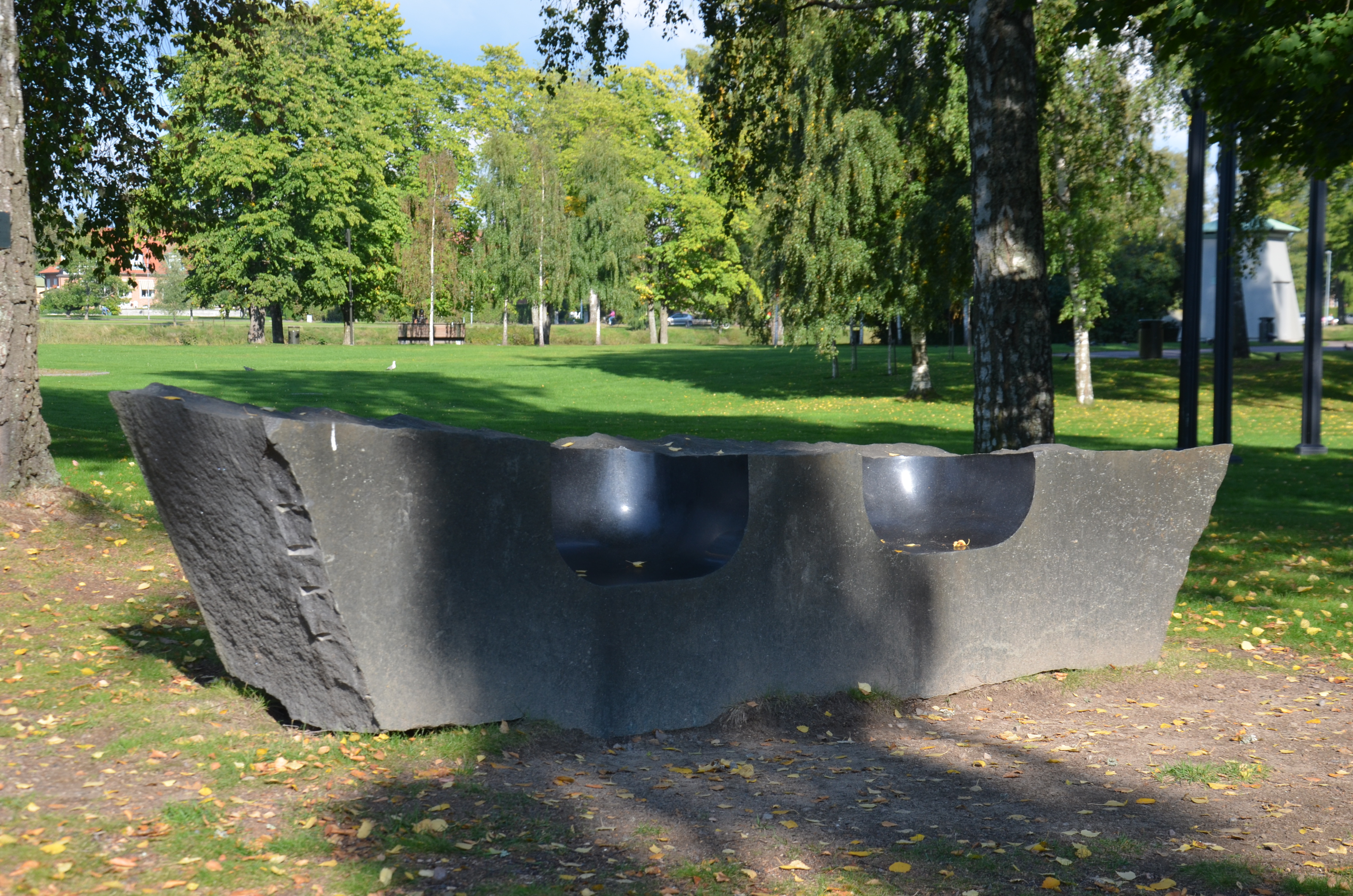
Le banc noir i Sandgrundsparken i Karlstad

Eric Theret, född 1957 eller 1958, är en fransk skulptör. Han bor och arbetar i Rucqueville i Normandie i Frankrike.

## Offentliga verk i urval
- Två stolar, diabas, 1997[2] utanför Kulturhuset Fyren i Kungsbacka
- Le banc noir, diabas, 2007, Sandgrundsparken i Karlstad
- Le Livre de la Vie, granit, 1994, Lycée Gutenberg, Créteil i Frankrike
- Les mendemilles, 1998, Mende i Frankrike
- De levandes cirkel, diabas, 1997, Rörbecksplatsen i Falkenberg
- La nymphée noire, 1990, Parc Citroën-Cévennes i Paris i Frankrike